# Фиксирани разходи
Фиксираните разходи в икономиката са постоянни и независещи от количеството произведени и продадени обекти разходи. 

## Пример
Пример за фиксирани разходи за собственици на автомобили са данъкът на автомобила и цената на застраховката му. 